# Пратикно
Пратикно (индон. Pratikno; род. 13 февраля 1962 года) — индонезийский политик и учёный. Министр — государственный секретарь Индонезии (с 2014). Ректор Университета Гаджа Мада в Джокьякарте (2012—2014).

## Биография
Пратикно родился 13 февраля 1962 года в Боджонегоро. В 1985 году окончил факультет государственного управления Университета Гаджа Мада, получив степень бакалавра. Затем окончил магистратуру Бирмингемского университета в области развития администрации и докторантуру кафедры азиатских исследований Университета Флиндерса.
В 2012 году Пратикно стал ректором Университета Гаджа Мада. В 2014 году назначен государственным секретарём в Рабочем кабинете президента Джоко Видодо.

## Семья
Пратикно женат, в его семье трое детей.